# Coeliccia sarbottama
Coeliccia sarbottama – gatunek ważki z rodziny pióronogowatych (Platycnemididae).